# Povedadaphne
Povedadaphne là một chi thực vật thuộc họ Lauraceae. Chi này có các loài sau (tuy nhiên danh sách này có thể chưa đủ):
- Povedadaphne quadriporata, W. Burger